# Clodomir Santos de Morais
Clodomir Santos de Morais (Santa Maria da Vitória, 30 de septiembre de 1928-Ibidem, 25 de marzo de 2016) fue un sociólogo brasileño, originador del Laboratorio Organizacional (LO) y autor del Método de Capacitación Masiva (MCM) asociado.

## Período pre-exilio: Bahía, São Paulo, Pernambuco
Clodomir Santos de Morais (ocasionalmente escrito como Moraes) nació en Santa Maria da Vitória, Bahía, Brasil. Después de la escuela básica, comenzó a trabajar como sastre. Se trasladó a São Paulo donde pagó sus estudios, entre otros, como músico, tocando el saxofón en un club nocturno. Trabajó como obrero integrando la línea de montaje de la fábrica Ford de São Paulo, donde se convirtió en activista del movimiento sindical.
En 1950 fundó el semanario «Critica» en la ciudad de Salvador. Estudió en la Universidad de Pernambuco. Como reportero de la agencia AP, cooperó con varios periódicos, revistas, y programas de radio. Junto con Francisco Julião fue fundador de las 'Ligas Campesinas del Nordeste'.
Las ideas que dieron origen a lo que fue finalmente conocido como el Laboratorio Organizacional, fueron el resultado inesperado de una reunión clandestina, en 1954, con un grupo grande de activistas de las 'Ligas Campesinas', en una casa urbana normal en Recife, a efectos de estudiar la Ley Agraria, y a la que Clodomir de Morais asistió. La posterior constatación de que los participantes habían aprendido poco sobre el tema en cuestión, pero «sí, mucho de organización», se convirtió en la inspiración y el punto de partida para lo que habría de llegar a ser el «Laboratorio Organizacional» (LO).
En 1955 de Morais fue elegido delegado a la Asamblea Federal de Pernambuco, donde jugó un papel decisivo en la creación del nuevo Banco de Desarrollo Pernambucano (BANDEPE). El Golpe de Estado en Brasil de 1964, que derrocó al gobierno de João Goulart, llevó a la detención de políticos y activistas de izquierda, entre los cuales se encontraban el propio Clodomir y su gran amigo Paulo Freire. p. 135 «Clodomir, mi compañero de armas, mi amigo»</ref> De Morais se ganó un lugar de honor en el puesto 12 de entre 100 agitadores en la "Lista de la Junta", quienes tuvieron sus derechos civiles suspendidos por 10 años. Durante su cautiverio, Clodomir, siempre buen narrador, escribió una serie de historias sobre el 'Brasil profundo'. La Embajada de Chile en Río de Janeiro le concedió asilo a Clodomir, oportunidad en la que fue obligado a exiliarse durante 15 años.

## 1964 - 1988: años de exilio y propagación del Laboratorio
En Chile, Clodomir se especializó en Antropología Cultural en la Universidad de Chile y en Reforma Agraria en el Instituto de Capacitación e Investigación en Reforma Agraria (ICIRA). Después fue nombrado Asesor Regional de la OIT en materia de Reforma Agraria para Centroamérica.
En 1968 creó un «Laboratorio de Centro» (LOCEN) en la Cooperativa de Guanchias (Hond) Posteriormente las Agencias de Desarrollo y de Reforma Agraria enviarían a Guanchias a sus reclutas para iniciación en la metodología capacitación del grupo grande. p. 166.</ref> En 1969 dirigió un «LOCEN» (Laboratorio de Centro) masivo en Panamá en el marco de la operación Mil Jóvenes del entonces Presidente Omar Torrijos. En 1970 (hasta 1973) de Morais, por cuenta de la OIT, se trasladó a Costa Rica donde una nueva política de asentamiento en nuevas tierras acababa de entrar en operación. Organizó un LO de Centro (LOCEN), financiado por la OIT, en Bataán (Costa Rica). Barrantes, en «25 años después», traza la historia de una de las muchas empresas cooperativas que sobreviven en el largo plazo en el país después de esos años innovadoras. Tras una corta estancia en la Universidad de Wisconsin(EE. UU.) como profesor visitante, de Morais trabajó en Honduras de 1973 a 1976 como Asesor Técnico Principal (ATP) del proyecto PROCCARA (Programa de Capacitación Campesina para la Reforma Agraria) de la FAO y el Gobierno de Honduras en el que 27.000 hondureños participaron en más de 200 Laboratorios. Esto llevó a la creación de 1,053 nuevas empresas, algunas de las más grandes, como la Empresa Asociativa Campesina del Área (EACA) de Guaymas formada por 30 cooperativas agropecuarias y empresas asociativas campesinas (EAC) dedicadas principalmente al cultivo de palma aceitera y la empresa campesina agroindustrial de reforma agraria (ECARA) HonduPalma (dedicada al procesamiento de aceite de palma), todavía continúan funcionando hoy. Más adelante, el PROCCARA habría de convertirse en el mejor exponente del llamado «Modelo Hondureño» para la aplicación del LO a escala nacional. De 1977 a 1978, cuando su contrato en Honduras llegó a su fin en 1976, de Morais asumió la dirección del proyecto de Desarrollo Rural Integrado del Trópico Húmedo FAO/PNUD (PRODERITH) en México. Este fue el comienzo de una presencia duradera del LO en México, que atendía desde los productores de café de Huatusco, Veracruz, en los años 90, hasta las cooperativas de costura a gran escala «¡Que Buena Puntada!» en un programa dirigido por Verónica Viloria en la ciudad México de 2007 a 2012. En Portugal, la Revolución de los Claveles de 1974, y las posteriores elecciones libres de 1976, habían acabado con el régimen corporativista Salazar/Marcelo Caetano. El INSCOOP, nuevamente establecido por el gobierno Mário Soares, asumió la tarea de inculcar habilidades de organización y de gestión a las más de 3.800 empresas cooperativas que proliferaron después de la revolución. Para ello pidieron a de Morais, luego en México, que asumiera, como Asesor Técnico Principal (ATP), el proyecto POR/ILO/UNDP/007, financiado por el ILO/SIDA/PNUD con la cooperación técnica de la OIT. En 1979 de Morais dirigió un «Laboratorio de Curso», de 5 meses de duración, para un grupo de 50 TDEs (Técnicos de Desarrollo Económico) portugueses con niveles más altos de educación, con adición de unos 10 candidatos de África, Guatemala y Brasil (de donde él mismo siguió desterrado). Capítulo 15 «Portugal después de Salazar»</ref> En 1980 el nuevo gobierno sandinista en Nicaragua le invitaron a Clodomir a encabezar el Programa nacional COPERA, patrocinado por la OIT junto con el INRA con el objetivo de emular el programa PROCCARA nacional hondureño. Después de una serie de Laboratorios piloto, sin embargo, el gobierno decidió no continuar con la aplicación del Método de Capacitación Masiva a nivel nacional. A partir de la década de 1980, conocimiento sobre el laboratorio se vio reforzado por las visitas que Morais hizo a otros países latinoamericanos donde era orador invitado, entre otros, en centros universitarios. En su tesis doctoral de 1987 de Morais cita una serie de reuniones internacionales sobre el LO que él presidió ú a que asistió: el seminario de Tegucigalpa (Hn) de 1975 con los delegados de seis países del Istmo Centroamericano, además los de México y de Venezuela y los dos «coloquios de San José» (Costa Rica) de 1977 y 1981, en los cuales participaron «además delegados de Colombia, Perú, República Dominicana y Haití», así que la Conferencia de Caracas (Venezuela) de 1982, con participación centroamericana además la de Venezuela. En los años ochenta el Centro hondureño de Guanchias siguió atrayendo a candidatos de otros países latinoamericanos y del Caribe. Patrocinados por el IICA y la CIARA los participantes «reprodujeron el mismo tipo de experimentos en Panamá, Costa Rica, Venezuela, México, Brasil, Haití, la República Dominicana, Colombia, Guatemala, Nicaragua, Dominica y Belice». En 1984, de Morais, por invitación de la OIT, salía rumbo a Ginebra para dirigir una serie de cursos para personal clave de sindicatos africanos que se preparaban para llenar los puestos que quedaban vacantes después de la salida de los poderes coloniales. Sin embargo, antes de que el curso pudiese arrancar, muchos participantes ya habían sido llamado para ocupar altos cargos en los gobiernos nacientes. Por esta razón, de Morais, a partir de 1985, sigue personalmente para África, donde hace el labor que no fue posible completar en Ginebra: hace laboratorios Organizacionales de Curso (LOC) y/o de Centro (LOCEN) en Guinea-Bissau, Angola, San Tomé y Príncipe y Mozambique. El primer Laboratorio en un país anglófono tuvo lugar en 1986, en la Cooperativa de Rujeko, Distrito de Makoni (Zimbabue), dirigido por Ian Cherrett, entonces representante de Archivado el 24 de diciembre de 2013 en Wayback Machine. en África Austral, y Cephas Muropa, con el apoyo del «Glen Forest Training Centre», Harare (Zim). No sin varias dificultades. En ese momento Hivos, a través de Ian Cherrett, invitó a los psicólogos Isabel e Iván Labra, con larga experiencia de la práctica del LO en América Latina, a venir en Zimbabue. La revista «Workteam» (Equipo de Trabajo), difundió el conocimiento sobre el LO a un público africano anglófono. La experiencia pionera de Rujeko de 1986 se repitió sucessivamente en Botsuana (con el apoyo de CORDE), en Zimbabue, Sudáfrica, Namibia y en el Caribe.
El año 1986 encuentra a de Morais como profesor visitante en la Universidad Humboldt de Berlín y la Universidad de Rostock (RDA), donde obtuvo un doctorado en Sociología en 1987.

## De vuelta en Brasil
Con la llegada al poder del Presidente José Sarney, la dictadura se ablandó, pero Brasil tuvo que esperar hasta 1989 para celebrar las primeras elecciones democráticas desde el golpe de 1964. En 1988 Cristovam Buarque, el Vicerrector de la Universidad de Brasilia, invitó a Clodomir, - que todavía estaba en Rostock -, a Brasilia, en cuyo ámbito fundó IATTERMUND (Instituto de Apoyo Técnico a los Países del Tercer Mundo) para hacer frente a uno de los problemas más graves del país, la «guerra civil camuflada del desempleo». Las 30 Cooperativas autogerentes del Movimiento de los Trabajadores Rurales Sin Tierra (MST) estaban en la primera línea para solicitar una serie de Laboratorios en Brasil. Siguió el proyecto POLONOROESTE, financiado conjuntamente por el Ministerio de Integración Nacional (enlace roto disponible en Internet Archive; véase el historial, la primera versión y la última)., la FAO y el Banco Mundial. En 1992-3, ese proyecto condujo tres Laboratorios en São Paulo, Paraiba y Alagoas «utilizando el método Aprender Fazendo (aprender haciendo) de IATTERMUND». El mismo programa condujo un proyecto piloto, en 1996, en Tocantins, seguido de un programa completo de 59 LOTs (Laboratorios de Terreno), dos LOCs (Laboratorios de Curso) y un Curso para futuros Directores de LO en Pará, Amapá, Amazonia, Acre, así que en la Municipalidad de Belém. Informes muestran un total de 20.059 participantes, así que 696 nuevas empresas y 5.596 nuevos puestos de trabajo. Basándose en datos obtenidos de IATTERMUND y de varios municipios brasileños, así como del MST, que ella investigó personalmente, Correia estima que, en la década a partir de 1988 hasta 1998, «cerca de 100.000 personas se capacitaron en eventos de eso tipo». p. 193</ref> De 1996 a 1998, 22.000 personas participaron en el programa 'PAE' (Programa de Auto Empleo - bajo la bandera «Más que un empleo: un Futuro») en el estado fuertemente urbanizado de São Paulo, que resultó en 711 nuevas empresas, incluyendo Bancos del Pueblo («Bancos do Povo»). La práctica del LO alcanzó su apogeo cuando, en 2000-2 solo, bajo el «PRONAGER» nacional, un total de 110.946 personas participaron en 282 Laboratorios. En muchos de estos, sobre todo los laboratorios de tipo Centro y Curso, de Morais siempre estuvo personalmente involucrado, sea como coordinador o como Director. Su trabajo no se limitó tampoco a Brasil solo: dirigió, por ejemplo, un Laboratorio de Curso de 3 meses (sept-dic 2000) para cerca de 1000 técnicos, asistentes y directores de LO guatemaltecos en la Ciudad de Guatemala bajo el Programa nacional «PRONACAMPO». p. 209</ref> Después de la victoria electoral del Partido de los Trabajadores(PT) en 2003, los programas «PRONAGER» a escala regional y nacional, como aquellos que tuvieron lugar bajo el anterior gobierno del Partido de la Social Democracia Brasileña de Fernando Henrique Cardoso, se redujeron tanto en tamaño y en número. A partir de entonces, los laboratorios en Brasil siguen siendo dirigidos a una escala más localizada, como por ejemplo Los de Rondônia de 2002. Desde septiembre de 2012 hasta enero de 2013 de Morais dirigió el laboratorio de Curso (LOC) de Guajará Mirim. Mientras tanto y en otros lugares, programas a escala regional, y eventos patrocinados por el gobierno siguen adquiriendo vida propia, especialmente, en la última década, en Costa Rica y en Sudáfrica.
De Morais fue profesor visitante en la Universidad de Brasilia (1988), la Universidad Federal de Rondônia (2003–9), la Universidad Autónoma Chapingo (México) (2000 – 2002) y la Universidad Autónoma de Honduras (2006–8).
Recientemente (2013) volvió a su ciudad natal en Bahía donde murió el 25 de marzo el año 2016.